# Société foncière lyonnaise
Fondée en 1879 par Henri Germain, la Société foncière lyonnaise (SFL) est la plus ancienne société foncière française.
Son patrimoine estimé à 8,4 Md€, est concentré dans le « quartier central des affaires » (« QCA ») de Paris. Il est constitué, pour une large part, de centres d'affaires et d’immeubles de bureaux de standing (square Édouard-VII, Washington Plaza, Cézanne Saint-Honoré, « #Cloud Paris », etc.) et de commerces comme le Louvre des antiquaires, la galerie des Champs-Élysées, etc.
SFL est une société d’investissement immobilier cotée (SIIC) sur Euronext Paris au Compartiment A.

## Historique
- 1879 - Création de la société par Henri Germain, fondateur du Crédit lyonnais.
- 1892 - La société détient plus de 300 immeubles et près de 2 000 hectares à Paris, sur la Côte d'Azur, en Belgique et en Italie.
- 1920 - Touchée par la Première Guerre mondiale, elle vend ses actifs non parisiens jusqu'en 1939.
- 1987 - Le groupe Victoire (racheté en 1994 par CGU-Aviva) devient l’actionnaire majoritaire de la société.
- 1995 - Le patrimoine immobilier s’accroît de 30 % avec l’acquisition de l’immeuble du centre d’affaires Le Louvre et du Louvre des Antiquaires.
- 1997 - Augmentation de capital de 395 millions d'euros. La Société générale entre au capital.
- 1999 - Acquisition de la salle de l'Olympia de Paris.
- 2000 - Nathalie Palladitcheff rejoint la Société foncière lyonnaise en tant que directrice financière[3].
- 2002 - Yves Mansion succède à Yves Defline au titre de président-directeur général.
- 2004 - L'action SFL intègre à compter du 13 avril l'indice SBF120 d'Euronext Paris.
- 2018 - Colonial porte sa participation à 80,75 %[4].
- En juin 2021, Colonial annonce l'acquisition d'une participation de 18 % qu'il ne détenait pas encore dans la Société foncière lyonnaise pour 806 millions d'euros[5] et porte sa participation dans SFL à 98,3 %.
- 2022 - Dimitri Boulte succède à Nicolas Reynaud au titre de Directeur général.

## Actionnaires
Mise à jour 30 août 2021
| Nom            | Actions % |
| -------------- | --------- |
| Colonial       | 98,3 %    |
| Flottant       | 1,4 %     |
| Auto détention | 0,3 %     |